# جی.تی. ریل‌موتو
جی. تی. ریل‌موتو (انگلیسی: J. T. Realmuto؛ زادهٔ ۱۸ مارس ۱۹۹۱) بازیکن بیس‌بال حرفه‌ای از لیگ برتر بیسبال آمریکا اهل ایالات متحده آمریکا است.